# Paraplatyptilia matzneri
Paraplatyptilia matzneri är en fjärilsart som beskrevs av Philipp Christoph Zeller 1841. Paraplatyptilia matzneri ingår i släktet Paraplatyptilia och familjen fjädermott. Inga underarter finns listade i Catalogue of Life.